# 聯合國禁止酷刑公約

聯合國反酷刑公約締約國
已簽署且已批准
已簽署但尚未批准
尚未簽署或批准

《禁止酷刑和其他殘忍、不人道或有辱人格的待遇或處罰公約》（英語：Convention against Torture and Other Cruel, Inhuman or Degrading Treatment or Punishment）通稱《聯合國禁止酷刑公約》（United Nations Convention Against Torture），是在聯合國體系之下的國際人權公約，其目的是要防止世界上繼續存在有酷刑或其他相似的行為。該公約並要求各個締約國必須在其管轄的領域內，採取各種有效的方法避免酷刑的存在與發生，且禁止各締約國將人送回可能使該人遭受到酷刑的國家。
公約的全文在1984年12月10日於聯合國大會通過，接著就有20個國家簽署。其於1987年6月26日正式生效。而為了紀念這個公約，所以6月26日這一天便為「支持酷刑受害者國際日」。直到2008年12月為止，已經有146個國家為此公約的締約國，另外有10個國家已經簽署但尚未批准。

## 概要
本公約的架構是依循著《世界人權宣言》和《公民權利與政治權利國際公約》而來，其中包含了33個條文，主要可以分為三個部分：
第一部分（第1到16條）定義了什麼是酷刑（第1條），並且要求各締約國採取有效的措施防止在其管轄的任何領土內出現酷刑的行為。（第2條）而這些措施包含保證將一切酷刑行為定為刑事罪行（第4條）、採取各種必要措施，確定該國對其國民遭受或實施上述的罪行有管轄權（第5條）、保證將此種罪行作為可引渡罪行列入將來相互之間締結的每項引渡條約。（第8條）、並且在施用酷刑之人無法被引渡時，對該人建立普遍管轄（第5條）。每一締約國應確保在有適當理由認為在其管轄的任何領土內已發生酷刑行為或是接受到有人申訴其受到酷刑時，其主管當局立即進行公正的調查（第12、13條），並且使受害者享有可強制執行的賠償（第14條）。每一締約國應確保在其訴訟程序中，任何業經確定為酷刑而取得的證據不被援用（第15條），同時並且不得將該人驅逐、遣返或引渡至充分理由相信其於該國將受到酷刑的國家。（第3條）
每一締約國應保證防止公職人員或以官方身份行使職權的其他人在該國管轄的任何領土內施加、唆使、同意或默許未達第1條所述酷刑程度的其他殘忍、不人道或有辱人格的待遇或處罰的行為，並且調查所有在其管轄領域內對於此類行為的指控。
第二部分（第17到24條）涉及報告並監督各個締約國就本公約施行的情形與階段。其創設了禁止酷刑委員會（第17條），並賦予其調查任何經常性施行酷刑的指控之權力（第20條）。其亦創設了一個選擇性的爭端解決機制（第21條）且允許各締約國在任何時候聲明承認委員會有權接受和審議在該國管轄下聲稱因該締約國違反本公約條款而受害的個人或其代表所送交的來文。（第22條）
第三部分（第25到33條）涉及到本公約的批准、生效和修正。另外，也包含了在各締約國間就本公約的適用或解是發生爭議時的紛爭解決機制。（第30條）

## 主要部分

### 酷刑的定義
公約的第1條定義酷刑為： 
為了向某人或第三者取得情報或供狀，為了他或第三者所作或涉嫌的行為對他加以處罰，或為了恐嚇或威脅他或第三者，或為了基於任何一種歧視的任何理由，蓄意使某人在肉體或精神上遭受劇烈疼痛或痛苦的任何行為，而這種疼痛或痛苦是由公職人員或以官方身份行使職權的其他人所造成或在其唆使、同意或默許下造成的。純因法律制裁而引起或法律制裁所固有或附帶的疼痛或痛苦不包括在內。

 — 反酷刑公約第1條第1項
未達第1條所述酷刑程度的其他行為在公約第16條之下仍可能構成殘忍、不人道或有辱人格的行為。

### 酷刑和其他殘忍、不人道或有辱人格的待遇
公約的第2條明文禁止酷刑，並且要求各締約國採取有效的方法防止在其管轄的任何領土內出現酷刑的行為。而這種禁止是絕對且不得減損的禁止，「沒有任何例外情形」可以正當化酷刑的施用，即便是戰爭、戰爭的威脅、國內政治不安、緊急狀態、恐怖行為、暴力犯罪等任何可能造成衝突的行為皆然。酷刑不能以保護公眾安全或是避免緊急危難之名而被正當化。更不能將上級官員或政府當局的命令援引為施行酷刑的理由。酷刑的禁止將於各締約國的所有有效管轄的領域以及其有效控制的領域適用在公約生效後，此種禁止已經被承認為國際習慣法之一。

### 禁止「驅逐」
本公約第三條禁止各締約國驅逐、遣返或引渡任何人到「充分理由相信其於該國將受到酷刑」的國家委員會更進一步的說明，此種禁止驅逐、遣返或引渡的國家不僅是可能會對該人施以酷刑的國家，還包含可能將驅逐、遣返或引渡至上述國家的國家。

### 酷刑公約的簽署國
| 參與者                     | 簽署           | 批准, 加入 (a), 繼承 (d) |
| -------------------------- | -------------- | ------------------------ |
| 阿富汗                     | 1985年2月4日   | 1987年4月1日             |
| 阿爾巴尼亞                 | .              | 1994年5月11日 a          |
| 阿爾及利亞                 | 1985年11月26日 | 1989年9月12日            |
| 安道爾                     | 2002年8月5日   | 2006年9月22日            |
| 安地卡及巴布達             | .              | 1993年7月19日 a          |
| 阿根廷                     | 1985年2月4日   | 1986年9月24日            |
| 亞美尼亞                   | .              | 1993年9月13日 a          |
| 澳洲                       | 1985年12月10日 | 1989年8月8日             |
| 奧地利                     | 1985年3月14日  | 1987年7月29日            |
| 亞塞拜然                   | .              | 1996年8月16日 a          |
| 巴哈馬                     | 2008年12月16日 |                          |
| 巴林                       | .              | 1998年3月6日 a           |
| 孟加拉                     | .              | 1998年10月5日 a          |
| 白俄羅斯                   | 1985年12月19日 | 1987年3月13日            |
| 比利時                     | 1985年2月4日   | 1999年6月25日            |
| 貝里斯                     | .              | 1986年3月17日 a          |
| 貝南                       | .              | 1992年3月12日 a          |
| 波利維亞                   | 1985年2月4日   | 1999年4月12日            |
| 波斯尼亞和黑塞哥維那       | .              | 1993年9月1日 d           |
| 波札那                     | 2000年9月8日   | 2000年9月8日             |
| 巴西                       | 1985年9月23日  | 1989年9月28日            |
| 保加利亞                   | 1986年6月10日  | 1986年12月16日           |
| 布基納法索                 | .              | 1999年1月4日 a           |
| 蒲隆地                     | .              | 1993年2月18日 a          |
| 柬埔寨                     | .              | 1992年10月15日 a         |
| 喀麥隆                     | .              | 1986年12月19日 a         |
| 加拿大                     | 1985年8月23日  | 1987年6月24日            |
| 維德角                     | .              | 1992年6月4日 a           |
| 查德                       | .              | 1995年6月9日 a           |
| 智利                       | 1987年9月23日  | 1988年9月30日            |
| 中國                       | 1986年12月12日 | 1988年10月4日            |
| 哥倫比亞                   | 1985年4月10日  | 1987年12月8日            |
| 科摩洛                     | 2000年9月22日  | .                        |
| 剛果                       | .              | 2003年7月30日 a          |
| 哥斯大黎加                 | 1985年2月4日   | 1993年11月11日           |
| 科特迪瓦                   | .              | 1995年12月18日 a         |
| 克羅埃西亞                 | .              | 1992年10月12日 d         |
| 古巴                       | 1986年1月27日  | 1995年5月17日            |
| 賽普勒斯                   | 1985年10月9日  | 1991年7月18日            |
| 捷克                       | .              | 1993年2月22日 d          |
| 剛果                       | .              | 1996年3月18日 a          |
| 丹麥                       | 1985年2月4日   | 1987年5月27日            |
| 吉布地                     | .              | 2002年11月5日 a          |
| 多明尼加                   | 1985年2月4日   | .                        |
| 厄瓜多爾                   | 1985年2月4日   | 1988年3月30日            |
| 埃及                       | .              | 1986年6月25日 a          |
| 薩爾瓦多                   | .              | 1996年6月17日 a          |
| 赤道幾內亞                 | .              | 2002年10月8日 a          |
| 愛沙尼亞                   | .              | 1991年10月21日 a         |
| 衣索比亞                   | .              | 1994年3月14日 a          |
| 芬蘭                       | 1985年2月4日   | 1989年8月30日            |
| 法國                       | 1985年2月4日   | 1986年2月18日            |
| 加彭                       | 1986年1月21日  | 2000年9月8日             |
| 甘比亞                     | 1985年10月23日 | .                        |
| 格鲁吉亚                   | .              | 1994年10月26日 a         |
| 德國                       | 1986年10月13日 | 1990年10月1日            |
| 迦納                       | 2000年9月7日   | 2000年9月7日             |
| 希臘                       | 1985年2月4日   | 1988年10月6日            |
| 瓜地馬拉                   | .              | 1990年1月5日 a           |
| 幾內亞                     | 1986年5月30日  | 1989年10月10日           |
| 幾內亞比紹                 | 2000年9月12日  | .                        |
| 蓋亞那                     | 1988年1月25日  | 1988年5月19日            |
| 教廷                       | .              | 2002年6月26日 a          |
| 宏都拉斯                   | .              | 1996年12月5日 a          |
| 匈牙利                     | 1986年11月28日 | 1987年4月15日            |
| 冰島                       | 1985年2月4日   | 1996年10月23日           |
| 印度                       | 1997年10月14日 | .                        |
| 印尼                       | 1985年10月23日 | 1998年10月28日           |
| 伊朗                       | 1992年9月28日  | 2002年4月11日            |
| 以色列                     | 1986年10月22日 | 1991年10月3日            |
| 義大利                     | 1985年2月4日   | 1989年1月12日            |
| 日本                       | .              | 1999年6月29日 a          |
| 約旦                       | .              | 1991年11月13日 a         |
| 哈薩克                     | .              | 1998年8月26日 a          |
| 肯亞                       | .              | 1997年2月21日 a          |
| 科威特                     | .              | 1996年3月8日 a           |
| 吉爾吉斯                   | .              | 1997年9月5日 a           |
| 拉脫維亞                   | .              | 1992年4月14日 a          |
| 黎巴嫩                     | .              | 2000年10月5日 a          |
| 賴索托                     | .              | 2001年11月12日 a         |
| 賴比瑞亞                   | .              | 2004年9月22日 a          |
| 利比亞                     | .              | 1989年5月16日 a          |
| 列支敦士登                 | 1985年6月27日  | 1990年11月2日            |
| 立陶宛                     | .              | 1996年2月1日 a           |
| 盧森堡                     | 1985年2月22日  | 1987年9月29日            |
| 馬達加斯加                 | 2001年10月1日  | 2005年12月13日           |
| 馬拉威                     | .              | 1996年6月11日 a          |
| 馬爾地夫                   | .              | 2004年4月20日 a          |
| 馬利                       | .              | 1999年2月26日 a          |
| 馬爾他                     | .              | 1990年9月13日 a          |
| 茅利塔尼亞                 | .              | 2004年11月17日 a         |
| 模里西斯                   | .              | 1992年12月9日 a          |
| 墨西哥                     | 1985年3月18日  | 1986年1月23日            |
| 摩納哥                     | .              | 1991年12月6日 a          |
| 蒙古                       | .              | 2002年1月24日 a          |
| 蒙特尼哥羅                 | .              | 2006年10月23日 d         |
| 摩洛哥                     | 1986年1月8日   | 1993年6月21日            |
| 莫三比克                   | .              | 1999年9月14日 a          |
| 那米比亞                   | .              | 1994年11月28日 a         |
| 諾魯                       | 2001年11月12日 | .                        |
| 尼泊爾                     | .              | 1991年5月14日 a          |
| 荷蘭                       | 1985年2月4日   | 1988年12月21日           |
| 紐西蘭                     | 1986年1月14日  | 1989年12月10日           |
| 尼加拉瓜                   | 1985年4月15日  | 2005年7月5日             |
| 尼日                       | .              | 1998年10月5日 a          |
| 奈及利亞                   | 1988年7月28日  | 2001年6月28日            |
| 挪威                       | 1985年2月4日   | 1986年7月9日             |
| 巴基斯坦                   | 2008年4月17日  |                          |
| 巴拿馬                     | 1985年2月22日  | 1987年8月24日            |
| 巴拉圭                     | 1989年10月23日 | 1990年3月12日            |
| 秘魯                       | 1985年5月29日  | 1988年7月7日             |
| 菲律賓                     | .              | 1986年6月18日 a          |
| 波蘭                       | 1986年1月13日  | 1989年7月26日            |
| 葡萄牙                     | 1985年2月4日   | 1989年2月9日             |
| 卡達                       | .              | 2000年1月11日 a          |
| 南韓                       | .              | 1995年1月9日 a           |
| 摩爾多瓦                   | .              | 1995年11月28日 a         |
| 羅馬尼亞                   | .              | 1990年12月18日 a         |
| 俄羅斯                     | 1985年12月10日 | 1987年3月3日             |
| 盧安達                     |                | 2008年12月15日 a         |
| 聖文森                     | .              | 2001年8月1日 a           |
| 聖馬利諾                   | 2002年9月18日  | 2006年11月27日           |
| 聖多美和普林西比           | 2000年9月6日   | .                        |
| 沙烏地阿拉伯               | .              | 1997年9月23日 a          |
| 塞內加爾                   | 1985年2月4日   | 1986年8月21日            |
| 塞爾維亞                   | .              | 2001年3月12日 d          |
| 塞席爾群島                 | .              | 1992年5月5日 a           |
| 獅子山                     | 1985年3月18日  | 2001年4月25日            |
| 斯洛伐克                   | .              | 1993年5月28日 d          |
| 斯洛維尼亞                 | .              | 1993年7月16日 a          |
| 索馬利亞                   | .              | 1990年1月24日 a          |
| 南非                       | 1993年1月29日  | 1998年12月10日           |
| 西班牙                     | 1985年2月4日   | 1987年10月21日           |
| 斯里蘭卡                   | .              | 1994年1月3日 a           |
| 蘇丹                       | 1986年6月4日   | .                        |
| 史瓦濟蘭                   | .              | 2004年3月26日 a          |
| 瑞典                       | 1985年2月4日   | 1986年1月8日             |
| 瑞士                       | 1985年2月4日   | 1986年12月2日            |
| 敘利亞                     | .              | 2004年8月19日 a          |
| 塔吉克                     | .              | 1995年1月11日 a          |
| 泰國                       | .              | 2007年10月2日 a          |
| 前南斯拉夫馬其頓共和國     | .              | 1994年12月12日 d         |
| 東帝汶                     | .              | 2003年4月16日 a          |
| 多哥                       | 1987年3月25日  | 1987年11月18日           |
| 突尼西亞                   | 1987年8月26日  | 1988年9月23日            |
| 土耳其                     | 1988年1月25日  | 1988年8月2日             |
| 土庫曼                     | .              | 1999年6月25日 a          |
| 烏干達                     | .              | 1986年11月3日 a          |
| 烏克蘭                     | 1986年2月27日  | 1987年2月24日            |
| 大不列顛及北愛爾蘭聯合王國 | 1985年3月15日  | 1988年12月8日            |
| 美國                       | 1988年4月18日  | 1994年10月21日           |
| 烏拉圭                     | 1985年2月4日   | 1986年10月24日           |
| 烏茲別克斯坦               | .              | 1995年9月28日 a          |
| 委內瑞拉                   | 1985年2月15日  | 1991年7月29日            |
| 葉門                       | .              | 1991年11月5日 a          |
| 尚比亞                     | .              | 1998年10月7日 a          |

## 禁止酷刑委員會
禁止酷刑委員會（CAT）為一個監督各公約締約國實行公約情形的機關。其為十個聯合國推廣的人權條約機構之一。
各個公約的締約國於公約之下有義務向本委員會遞交公約實行情形的定期報告。在批准本公約後，締約國就必須在一年內向本委員會遞交報告，之後每4年都要在遞交一次報告。本委員會將檢驗每一份報告，並且以「總結意見」（concluding observations）的形式向各締約國表達其關切及建議的意見。
在某些情況下，禁止酷刑委員會可能會審議個人針對其公約下的權利被侵害之控訴。
禁止酷刑委員會每年的5月和11月會在日內瓦開會。

### 禁止酷刑委員會的現任成員[10]
| 姓名                               | 国家或地区 | 任期至（12月31日） |
| ---------------------------------- | ---------- | ------------------ |
| Essadia BELMIR                     | 摩洛哥     | 2021年             |
| Claude HELLER （主席）             | 墨西哥     | 2023年             |
| Erdogan ISCAN （报告员）           | 土耳其     | 2023年             |
| 柳华文                             | 中國       | 2025年             |
| Ilvija PUCE                        | 拉脫維亞   | 2023年             |
| Ana RACU （副主席）                | 摩尔多瓦   | 2023年             |
| Diego RODRÍGUEZ-PINZÓN             | 哥伦比亚   | 2021年             |
| Sébastien TOUZE （副主席）         | 法國       | 2023年             |
| Bakhtiyar TUZMUKHAMEDOV （副主席） | 俄羅斯     | 2025年             |
| Peter VEDEL KESSING                | 丹麦       | 2021年             |

## 防範酷刑小組委員會
在聯合國人權高專辦的倡議下，2007年一個新型的條約機構成立。防範酷刑小組委員會（SPT）由25名來自《禁止酷刑公約任擇議定書》締約國的獨立且公正的專家組成，其目的是防止酷刑的實施。

## 外部連結
- 公约全文 （页面存档备份，存于） - 聯合國